# АЕС Чорнавода
АЕС «Чорнавода» (рум. Centrala Nucleară de la Cernavodă) — єдина атомна електростанція у Румунії. Розташована на південному-сході країни поблизу однойменного міста Чорнавода. Електростанція генерує близько 20 % електроенергії, що виробляється у Румунії.
Будівництво АЕС розпочалось у 80-ті роки минулого століття, за наказом Ніколае Чаушеску. Проєктом передбачалось будівництво 5-ти енергоблоків. Однак будівництво першого реактора було завершено лише у 1996 році.
Реактор потужністю 706 МВт (брутто), виробляє близько 5 млрд кВт-год на рік. Будівництво другого реактора, при підтримці Євроатому, було завершено 7 серпня 2007 року і в жовтні під'єднано до енергосистеми Румунії. Будівництво реакторів здійснювала канадська компанія Atomic Energy of Canada Limited (AECL) у співпраці з італійською компанією Ansaldo. Обидва реактори — водо-водяні важководневі, канальні. Канадського проєкту CANDU.

### 3 та 4 енергоблоки
Добудова 3-го та 4-го енергоблоків буде здійснюватись через партнерство Румунської держави в ролі державної компанії Nuclearelectrica та шести приватних інвесторів. Для добудови блоків у 2009 році створена компанія Energonuclear. Доля інвесторів у якій розподілена наступним чином: «Arcelor Mittal România» — 6,2 %; Чеська група «CEZ» — 9,15 %; Італійська «ENEL» — 9,15 %; GDF Suez — 9,15 %; Іспанська «Iberdrola» — 6,2 % та німецький енергохолдинг «RWE» — 9,15 %. В той же час держава володітиме 51 % акцій. Проєкт був узгоджений у 2009 році. Завершення будівництва енергоблоків очікується у 2015 та 2016 роках. Попередня вартість проєкту оцінюється у 2,3 млрд євро. Однак 20 січня 2011, GDF Suez, Iberdrola і RWE вийшли з проєкту, пославшись на світову економічну кризу. Доля проєкту наразі під питанням.

### 5-ий енергоблок
У цей час знятий з розгляду можливого будівництва.
| Reactor     | Тип реактору | Потужність (нетто) | Потужність (брутто) | Початок будівництва | Закінчення будівництва | Під'єднання до енергосистеми |
| ----------- | ------------ | ------------------ | ------------------- | ------------------- | ---------------------- | ---------------------------- |
| Чорнавода-1 | PHWR (CANDU) | 651 МВт            | 706 МВт             | 01.07.1982          | 11.07.1996             | 02.12.1996                   |
| Чорнавода-2 | PHWR (CANDU) | 655 МВт            | 706 МВт             | 01.07.1983          | 07.08.2007             | 28.09.2007                   |
| Чорнавода-3 | PHWR (CANDU) | 655 МВт            | 706 МВт             | 09.02.1984          | призупинено            |                              |
| Чорнавода-4 | PHWR (CANDU) | 655 МВт            | 706 МВт             | 15.08.1985          | призупинено            |                              |
| Чорнавода-5 | PHWR (CANDU) | 655 МВт            | 706 МВт             | 12.05.1987          | не будується           |                              |